# 徳島県道244号山川川島線
徳島県道244号山川川島線（とくしまけんどう244ごう やまかわかわしません）は、徳島県吉野川市を通る一般県道である。

## 概要
吉野川市山川町堤外から吉野川市川島町川島に至る。国道192号の一部を降格したJR四国徳島線の沿線を走り、中央線のない2車線である。

### 路線データ
- 起点：吉野川市山川町堤外（吉野川市山川町堤外交差点、国道192号交点、徳島県道247号船戸山川線終点）
- 終点：吉野川市川島町川島（徳島県道156号阿波川島停車場線交点）
- 総延長：6.993 km[1]

## 歴史
- 1972年（昭和47年）3月10日 - 認定。

## 路線状況

### 道路施設

#### 橋梁
- 久保田橋（桑村川、吉野川市）

## 地理

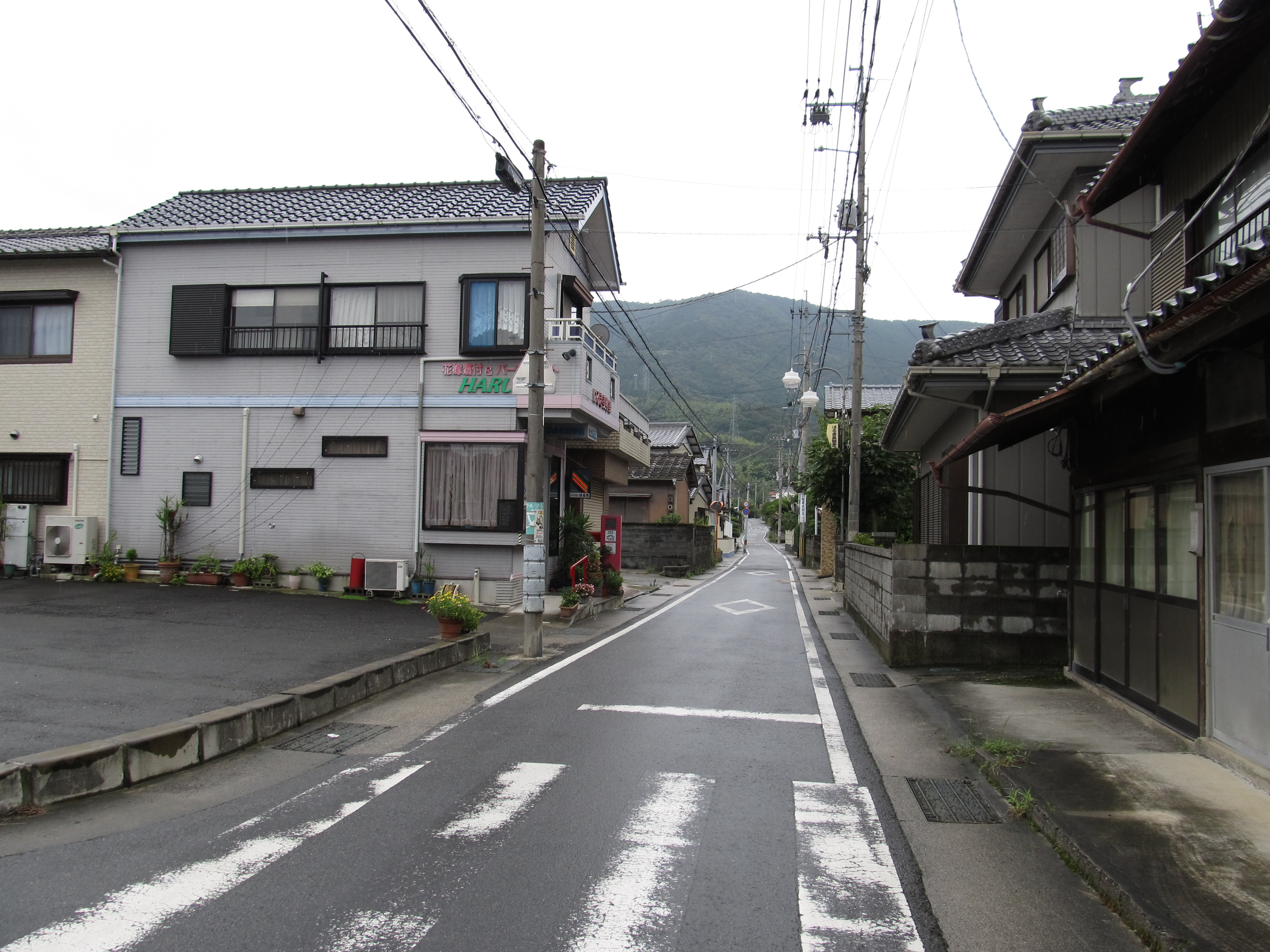
吉野川市川島町川島、徳島県道156号阿波川島停車場線との合流点付近

### 通過する自治体
- 徳島県
  - 吉野川市

### 交差する道路
| 交差する道路                      | 交差する場所 | 交差する場所                    |
| --------------------------------- | ------------ | ------------------------------- |
| 国道192号 徳島県道247号船戸山川線 | 山川町堤外   | 吉野川市山川町堤外交差点 / 起点 |
| 徳島県道245号二宮山川線           | 山川町堤外   |                                 |
| 徳島県道246号仁賀木山瀬停車場線   | 山川町西久保 |                                 |
| 徳島県道125号市場学停車場線       | 川島町児島   |                                 |
| 徳島県道156号阿波川島停車場線     | 川島町川島   | 終点                            |

### 沿線
- JR四国徳島線
  - 山瀬駅 - 学駅 - 阿波川島駅
- 吉野川市立川島中学校
- 吉野川市立学島小学校
- 吉野川市立川島小学校